# National Hockey League 1960/1961
National Hockey League 1960/1961 var den 44:e säsongen av NHL. 6 lag spelade 70 matcher i grundserien innan Stanley Cup inleddes den 21 mars 1961. Stanley Cup vanns av Chicago Black Hawks som tog sin 3:e titel, efter finalseger mot Detroit Red Wings med 4-2 i matcher.
Montreal Canadiens-spelaren Bernie Geoffrion vann poängligan på 95 poäng, 50 mål och 45 assist.

## Grundserien
| Nr | Lag                 | S  | V  | O  | F  | GM  | IM  | MS  | P  |
| -- | ------------------- | -- | -- | -- | -- | --- | --- | --- | -- |
| 1  | Montreal Canadiens  | 70 | 41 | 10 | 19 | 254 | 188 | +66 | 92 |
| 2  | Toronto Maple Leafs | 70 | 39 | 12 | 19 | 234 | 176 | +58 | 90 |
| 3  | Chicago Black Hawks | 70 | 29 | 17 | 24 | 198 | 180 | +18 | 75 |
| 4  | Detroit Red Wings   | 70 | 25 | 16 | 29 | 195 | 215 | −20 | 66 |
| 5  | New York Rangers    | 70 | 22 | 10 | 38 | 204 | 248 | −44 | 54 |
| 6  | Boston Bruins       | 70 | 15 | 13 | 42 | 176 | 254 | −78 | 43 |

## Poängligan 1960/1961
Note: SM = Spelade matcher, M = Mål, A = Assists, Pts = Poäng
| Spelare          | Lag                 | SM | M  | A  | Pts |
| ---------------- | ------------------- | -- | -- | -- | --- |
| Bernie Geoffrion | Montreal Canadiens  | 64 | 50 | 45 | 95  |
| Jean Beliveau    | Montreal Canadiens  | 69 | 32 | 58 | 90  |
| Frank Mahovlich  | Toronto Maple Leafs | 70 | 48 | 36 | 84  |
| Andy Bathgate    | New York Rangers    | 70 | 29 | 48 | 77  |
| Gordie Howe      | Detroit Red Wings   | 64 | 23 | 49 | 72  |

## Slutspelet 1961
4 lag gjorde upp om Stanley Cup-pokalen, matchserierna avgjordes i bäst av sju matcher.
Semifinaler
Montreal Canadiens vs. Chicago Black Hawks
| Datum   | Hemma               | Mål | Borta               | Mål | Not      |
| ------- | ------------------- | --- | ------------------- | --- | -------- |
| 21 mars | Montreal Canadiens  | 6   | Chicago Black Hawks | 2   |          |
| 23 mars | Montreal Canadiens  | 3   | Chicago Black Hawks | 4   |          |
| 26 mars | Chicago Black Hawks | 2   | Montreal Canadiens  | 1   | SD 51:12 |
| 28 mars | Chicago Black Hawks | 2   | Montreal Canadiens  | 5   |          |
| 1 april | Montreal Canadiens  | 0   | Chicago Black Hawks | 3   |          |
| 4 april | Chicago Black Hawks | 3   | Montreal Canadiens  | 0   |          |

Chicago Black Hawks vann semifinalserien med 4-2 i matcher
Toronto Maple Leafs vs. Detroit Red Wings
| Datum   | Hemma               | Mål | Borta               | Mål | Not      |
| ------- | ------------------- | --- | ------------------- | --- | -------- |
| 22 mars | Toronto Maple Leafs | 3   | Detroit Red Wings   | 2   | SD 24:51 |
| 25 mars | Toronto Maple Leafs | 2   | Detroit Red Wings   | 4   |          |
| 26 mars | Detroit Red Wings   | 2   | Toronto Maple Leafs | 0   |          |
| 28 mars | Detroit Red Wings   | 4   | Toronto Maple Leafs | 1   |          |
| 1 april | Toronto Maple Leafs | 2   | Detroit Red Wings   | 3   |          |

Detroit Red Wings vann semifinalserien med 4-1 i matcher

## Stanley Cup-final
Chicago Black Hawks vs. Detroit Red Wings
| Datum    | Hemma               | Mål | Borta               | Mål | Spelplats                |
| -------- | ------------------- | --- | ------------------- | --- | ------------------------ |
| 6 april  | Chicago Black Hawks | 3   | Detroit Red Wings   | 2   | Chicago Stadium, Chicago |
| 8 april  | Chicago Black Hawks | 1   | Detroit Red Wings   | 3   | Chicago Stadium, Chicago |
| 10 april | Detroit Red Wings   | 1   | Chicago Black Hawks | 3   | Detroit Olympia, Detroit |
| 12 april | Detroit Red Wings   | 2   | Chicago Black Hawks | 1   | Detroit Olympia, Detroit |
| 14 april | Chicago Black Hawks | 6   | Detroit Red Wings   | 3   | Chicago Stadium, Chicago |
| 16 april | Detroit Red Wings   | 1   | Chicago Black Hawks | 5   | Detroit Olympia, Detroit |

Chicago Black Hawks vann finalserien med 4-2 i matcher

## NHL awards
| 1960–61 NHL awards            | 1960–61 NHL awards                   |
| ----------------------------- | ------------------------------------ |
| Prince of Wales Trophy:       | Montreal Canadiens                   |
| Art Ross Memorial Trophy:     | Bernie Geoffrion, Montreal Canadiens |
| Calder Memorial Trophy:       | Dave Keon, Toronto Maple Leafs       |
| Hart Memorial Trophy:         | Bernie Geoffrion, Montreal Canadiens |
| James Norris Memorial Trophy: | Doug Harvey, Montreal Canadiens      |
| Lady Byng Memorial Trophy:    | Red Kelly, Toronto Maple Leafs       |
| Vezina Trophy:                | Johnny Bower, Toronto Maple Leafs    |

## All-Star
| Första                               | Position | Andra                              |
| ------------------------------------ | -------- | ---------------------------------- |
| Johnny Bower, Toronto Maple Leafs    | M        | Glenn Hall, Chicago Black Hawks    |
| Doug Harvey, Montreal Canadiens      | B        | Allan Stanley, Toronto Maple Leafs |
| Marcel Pronovost, Detroit Red Wings  | B        | Pierre Pilote, Chicago Black Hawks |
| Jean Beliveau, Montreal Canadiens    | C        | Henri Richard, Montreal Canadiens  |
| Bernie Geoffrion, Montreal Canadiens | HF       | Gordie Howe, Detroit Red Wings     |
| Frank Mahovlich, Toronto Maple Leafs | VF       | Dickie Moore, Montreal Canadiens   |